# 나카하라 시게루
나카하라 시게루(일본어: 中原茂, 1961년 1월 22일 ~ )는 일본의 남자 성우다.

## 출연작
- 드래곤볼 Z, 드래곤볼 GT - 인조인간 17호
- 신기동전기 건담 W - 트로와 바톤
- 유유백서 - 요호 쿠라마